# ضدقهرمان (ترانه)
«ضدقهرمان» (انگلیسی: Anti-Hero) ترانه‌ای از خواننده-ترانه‌سرای آمریکایی، تیلور سوئیفت و تک‌آهنگ آغازین دهمین آلبوم استودیویی او نیمه‌شب‌ها (۲۰۲۲) است. این ترانه که به‌دست سوئیفت و جک آنتونوف نوشته و تهیه شد، قطعه‌ای پاپ راک و سینث-پاپ با سازهای درام و سینث‌سایزر است. اشعار آن در خصوصِ خودبی‌زاری، افسردگی و اضطراب بحث می‌کند که از کابوس‌های سوئیفت و مشکلاتش با خوددگربینی و تنفر از خود الهام گرفته شده‌است؛ سوئیفت در آن از فشار جامعه و کاستی‌هایش نیز انتقاد می‌کند. این ترانه در ۲۱ اکتبر ۲۰۲۲ برای دانلود دیجیتالی در دسترس قرار گرفت و در ۲۴ اکتبر به‌وسیلهٔ ریپابلیک رکوردز به رادیوی ایالات متحده ارسال شد.
منتقدان موسیقی این ترانه را به‌دلیل متن صریح، ریتم جذاب، سازهای مبتنی بر سینث، و لحن آواز آن ستایش کردند. بیلبورد آن را به‌عنوان بهترین ترانه در نیمه‌شب‌ها رتبه‌بندی کرد؛ برخی از نشریات آن را بهترین تک‌آهنگ آغازینِ حرفهٔ سوئیفت دانستند. فهرست‌های آخر سال نشریات نیز «ضدقهرمان» را یکی از بهترین ترانه‌های سال ۲۰۲۲ نامیدند. همچنین موزیک ویدئوی همراه ترانه به نویسندگی و کارگردانی سوئیفت در ۲۱ اکتبر به نمایش درآمد. این ویدئو ترس‌ها، عدم اطمینان و اختلال خوردن سوئیفت را به تصویر می‌کشد و سه تجسم از او را نمایش می‌دهد. این ویدئو یکی از کابوس‌هایش دربارهٔ میراث و وصیت‌نامه‌اش را نشان می‌دهد. مایک بیربیگلیا، جان ارلی و مری الیزابت الیس به‌ترتیب در نقش فرزندان و عروس تخیلی سوئیفت حضور دارند.
«ضدقهرمان» رکوردهای جهانی و ایالات متحده بزرگ‌ترین افتتاحیهٔ استریم برای یک ترانه در تاریخ اسپاتیفای را شکست. این ترانه در جدول‌های فروش ۴۰ منطقه به جایگاه ۱۰تای برتر جدول رسید. همچنین به صدر جدول چند کشور شامل استرالیا، بلژیک، کانادا، کرواسی، اندونزی، ایرلند، اسرائیل، لتونی، مالزی، نیوزیلند، فیلیپین، پرتغال، سنگاپور، بریتانیا، و ایالات متحده رسید؛ در بسیاری از آن‌ها چندین هفته را در صدر جدول گذراند و طولانی‌ترین ترانهٔ شماره یک سوئیفت در بریتانیا و ایالات متحده بود. «ضدقهرمان» نهمین ترانهٔ سوئیفت بود که به صدر جدول بیلبورد هات ۱۰۰ رسید و پرفروش‌ترین ترانهٔ سال ۲۰۲۲ شد. ریمیکسی از آن با حضور گروه راک آمریکایی بلیچرز در ۷ نوامبر ۲۰۲۲ منتشر شد.

## زمینه
در ۲۸ آگوست ۲۰۲۲، تیلور سویفت دهمین آلبوم استودیویی خود با نام نیمه‌شب‌ها را اعلام کرد که قرار است در ۲۱ اکتبر ۲۰۲۲ منتشر شود. نام قطعه‌ها بلافاصله اعلام نشد. جک آنتونوف، همکار قدیمی سوئیفت که از پنجمین آلبوم استودیویی‌اش، ۱۹۸۹ (۲۰۱۴) با او کار کرده بود، با ویدیویی که در ۱۶ سپتامبر ۲۰۲۲ در حساب اینستاگرام سوئیفت با عنوان «ساخت نیمه شب‌ها» منتشر شد، به عنوان تهیه کنندهٔ آلبوم تأیید شد. از ۲۱ سپتامبر ۲۰۲۲، سوئیفت از طریق مجموعه ویدیویی کوتاه خود در تیک‌تاک، به نام آشفتگی نیمه‌شب‌ها با من، شروع به پرده برداری از فهرست قطعات به صورت تصادفی کرد. این ویدئوها شامل ۱۳ قسمت بود، که یک ترانه در هر قسمت آشکار شد. در اپیزود ششم در ۳ اکتبر ۲۰۲۲، سویفت عنوان قطعهٔ سوم را «ضدقهرمان» اعلام کرد.

## نگارش و ترکیب
سوئیفت ویدئویی در اینستاگرام منتشر کرد و گفت: «ضدقهرمان» یکی از ترانه‌های مورد علاقه‌اش است. او گفت که این ترانه ناامنی‌های ذهنی او را عمیقاً بررسی می‌کند و چیزهایی را که از خودش متنفر است و مبارزه‌اش با «بی‌احساسی یک شخص بودن» را شرح می‌دهد.
«ضدقهرمان» ترانه‌ای پاپ راک و سینث-پاپ متأثر از راک دهه ۱۹۸۰ است. در اشعار آن سوئیفت از خود انتقاد می‌کند و خود را «مشکل» می‌نامد و نیز ناامنی، اضطراب و افسردگی خود را بیان می‌کند. در آن او یکی از کابوس‌های خود را توصیف می‌کند که در آن، عروس سوئیفت، سوئیفت را می‌کشد تا پول او را به ارث ببرد. اشعار همچنین حاوی اشاره ای به سریال کمدی آمریکایی ۳۰ راک در متن ترانه است: «بعضی وقت‌ها احساس می‌کنم همه بچه‌های سکسی هستند و من یک هیولا روی تپه هستم» است.

## انتشار
در ۱۶ اکتبر، سوئیفت ویدیوی کوتاهی را در رسانه‌های اجتماعی خود منتشر کرد که برنامه‌ای از رویدادهای برنامه‌ریزی شده برای عرضه آلبوم را با عنوان اعلامیه نیمه‌شب به تصویر می‌کشید. او گفت که موزیک ویدیوی «ضدقهرمان» قرار است در همان روز آلبوم منتشر شود. گروه موسیقی یونیورسال در ۲۱ اکتبر ۲۰۲۲ «ضدقهرمان» را به ایستگاه‌های رادیویی ایتالیا فرستاد. ریپابلیک رکوردز آن را در ۲۴ و ۲۵ اکتبر به‌عنوان تک‌آهنگ آغازین برای ایستگاه‌های رادیویی ایالات متحده ارسال کرد.

## بازخورد منتقدان
«ضدقهرمان» نقدهای مثبتی از سوی منتقدان موسیقی دریافت کرد. اولیویا هورن از پیچفورک گفت که این ترانه با نقص‌ها و خطاپذیری سوئیفت مواجه است و آن را ترکیبی از «سینث پاپ لاکی ۱۹۸۹، تحلیل تصویر عصبی اعتبار، غزل‌سرایی غامض فولکلور و اورمور» توصیف کرد. بریتانی اسپانوس از رولینگ استون، «ضدقهرمان» را ترانه‌ای برجسته در آلبوم نامید و راب شفیلد گفت که این ترانه «مانند فصل دوم «این مرد» پر از دیالوگ قاتلانه است.»

## عملکرد تجاری
پس از انتشار نیمه‌شب‌ها، «ضدقهرمان» در ۲۴ ساعت اول بیش از ۱۷٫۴ میلیون اجرا در اسپاتیفای جهانی به دست آورد و به بزرگ‌ترین روز افتتاحیه یک ترانه در تاریخ این پلتفرم تبدیل شد.

## جدول‌های موسیقی
| جدول (۲۰۲۲)                                     | بهترین جایگاه |
| ----------------------------------------------- | ------------- |
| آرژانتین (۱۰۰ آهنگ داغ آرژانتین)                | ۴۰            |
| استرالیا (ای‌آرآی‌ای)                             | ۱             |
| اتریش (او۳ تاپ ۴۰ اتریش)                        | ۷             |
| بلژیک (اولتراتاپ ۵۰ فلاندرز)                    | ۳             |
| برزیل (بیلبورد)                                 | ۸             |
| کانادا (۱۰۰ تک‌آهنگ داغ کانادا)                  | ۱             |
| ای‌سی کانادا (بیلبورد)                           | ۲۳            |
| سی‌اچ‌آر/تاپ ۴۰ کانادا (بیلبورد)                  | ۱۱            |
| هات ای‌سی کانادا (بیلبورد)                       | ۸             |
| کرواسی (بیلبورد)                                | ۵             |
| جمهوری چک (۱۰۰ تک‌آهنگ دیجیتال برتر)             | ۸             |
| دانمارک (ترک‌لیسن)                               | ۷             |
| السالوادور (دیده‌بان لاتین)                      | ۱۴            |
| فنلاند (جدول‌های رسمی فنلاند)                    | ۱۰            |
| فرانسه (اس‌ان‌ئی‌پی)                               | ۳۲            |
| آلمان (جدول‌های رسمی آلمان)                      | ۸             |
| ۲۰۰ آهنگ جهانی (بیلبورد)                        | ۱             |
| یونان (آی‌اف‌پی‌آی)                                | ۲             |
| هنگ کنگ (بیلبورد)                               | ۶             |
| مجارستان (۴۰ آهنگ جاری برتر)                    | ۸             |
| ایسلند (Plötutíðindi)                           | ۴             |
| هند (آی‌ام‌آی)                                    | ۴             |
| اندونزی (بیلبورد)                               | ۱             |
| ایرلند (ایرما)                                  | ۱             |
| اسرائیل (مدیا فارست)                            | ۱             |
| ایتالیا (اف‌آی‌ام‌آی)                              | ۲۶            |
| ژاپن (۱۰۰ آهنگ داغ ژاپن)                        | ۳۴            |
| لتونی (ئی‌اچ‌آر)                                  | ۳             |
| لیتوانی (آگاتا)                                 | ۵             |
| لوکزامبورگ (بیلبورد)                            | ۶             |
| مالزی (بیلبورد)                                 | ۱             |
| مالزی بین‌الملل (آرآی‌ام)                         | ۱             |
| مالت (رادیومونیتور)                             | ۱             |
| هلند (۴۰ آهنگ برتر)                             | ۷             |
| هلند (۱۰۰ تک‌آهنگ برتر)                          | ۹             |
| نیوزیلند (ریکوردد میوزیک ان‌زد)                  | ۱             |
| نروژ (وی‌جی-لیستا)                               | ۳             |
| فیلیپین (بیلبورد)                               | ۱             |
| پرتغال (ای‌اف‌پی)                                 | ۲             |
| رومانی (بیلبورد)                                | ۱۷            |
| سنگاپور (آرآی‌ای‌اس)                              | ۱             |
| اسلواکی (۱۰۰ تک‌آهنگ دیجیتال برتر)               | ۷             |
| آفریقای جنوبی(بیلبورد)                          | ۳             |
| کره جنوبی (سرکل)                                | ۱۹۲           |
| اسپانیا (پروموزیک)                              | ۱۴            |
| سوئد (فهرست برترین‌های سوئد)                     | ۵             |
| سوئیس (شوایزر هیت‌پاراد)                         | ۶             |
| تایوان (بیلبورد)                                | ۵             |
| تک‌آهنگ‌های بریتانیا (اوسی‌سی)                     | ۱             |
| بیلبورد هات ۱۰۰ ایالات متحده                    | ۱             |
| بزرگسالان معاصر ایالات متحده (بیلبورد)          | ۹             |
| ۴۰ تک‌آهنگ برتر بزرگسالان ایالات متحده (بیلبورد) | ۹             |
| ایرپلی رقص/میکس شو ایالات متحده (بیلبورد)       | ۳۹            |
| ۴۰ آهنگ برتر جریان اصلی ایالات متحده (بیلبورد)  | ۱۲            |
| ویتنام (۱۰ آهنگ داغ ویتنام)                     | ۲             |

## گواهی‌نامه‌ها
| منطقه                                                                            | گواهی     | واحد گواهی‌شده/فروش |
| -------------------------------------------------------------------------------- | --------- | ------------------ |
| استرالیا (آی‌اف‌پی‌آی استرالیا)                                                     | پلاتین    | ۷۰٬۰۰۰             |
| اتریش (فونوگرافی اتریش)                                                          | طلا       | ۱۵٬۰۰۰             |
| بلژیک (بی‌ئی‌ای)                                                                   | طلا       | ۲۰٬۰۰۰             |
| کانادا (میوزیک کانادا)                                                           | ۲× پلاتین | ۱۶۰٬۰۰۰            |
| دانمارک (آی‌اف‌پی‌آی)                                                               | طلا       | ۴۵٬۰۰۰             |
| آلمان (بی‌وی‌ام‌آی)                                                                 | طلا       | ۲۰۰٬۰۰۰            |
| ایتالیا (اف‌آی‌ام‌آی)                                                               | طلا       | ۵۰٬۰۰۰             |
| مکزیک (امپروفون)                                                                 | طلا       | ۷۰٬۰۰۰             |
| نیوزیلند (آرآی‌ای‌ان‌زد)                                                            | پلاتین    | ۳۰٬۰۰۰             |
| نروژ (آی‌اف‌پی‌آی نروژ)                                                             | طلا       | ۳۰٬۰۰۰             |
| لهستان (زدپی‌ای‌وی)                                                                | طلا       | ۲۵٬۰۰۰             |
| پرتغال (انجمن صنفی گرامافون)                                                     | طلا       | ۵٬۰۰۰              |
| اسپانیا (سازنده‌های موسیقی)                                                       | طلا       | ۳۰٬۰۰۰             |
| بریتانیا (بی‌پی‌آی)                                                                | پلاتین    | ۶۰۰٬۰۰۰            |
| استریم‌کننده                                                                      |           |                    |
| یونان (آی‌اف‌پی‌آی یونان)                                                           | طلا       | ۱٬۰۰۰٬۰۰۰          |
| رقم فروش+پخش جاری تنها بر پایهٔ گواهی‌ها. · رقم فقط پخش جاری تنها بر پایهٔ گواهی‌ها. |           |                    |